# Max Bögl

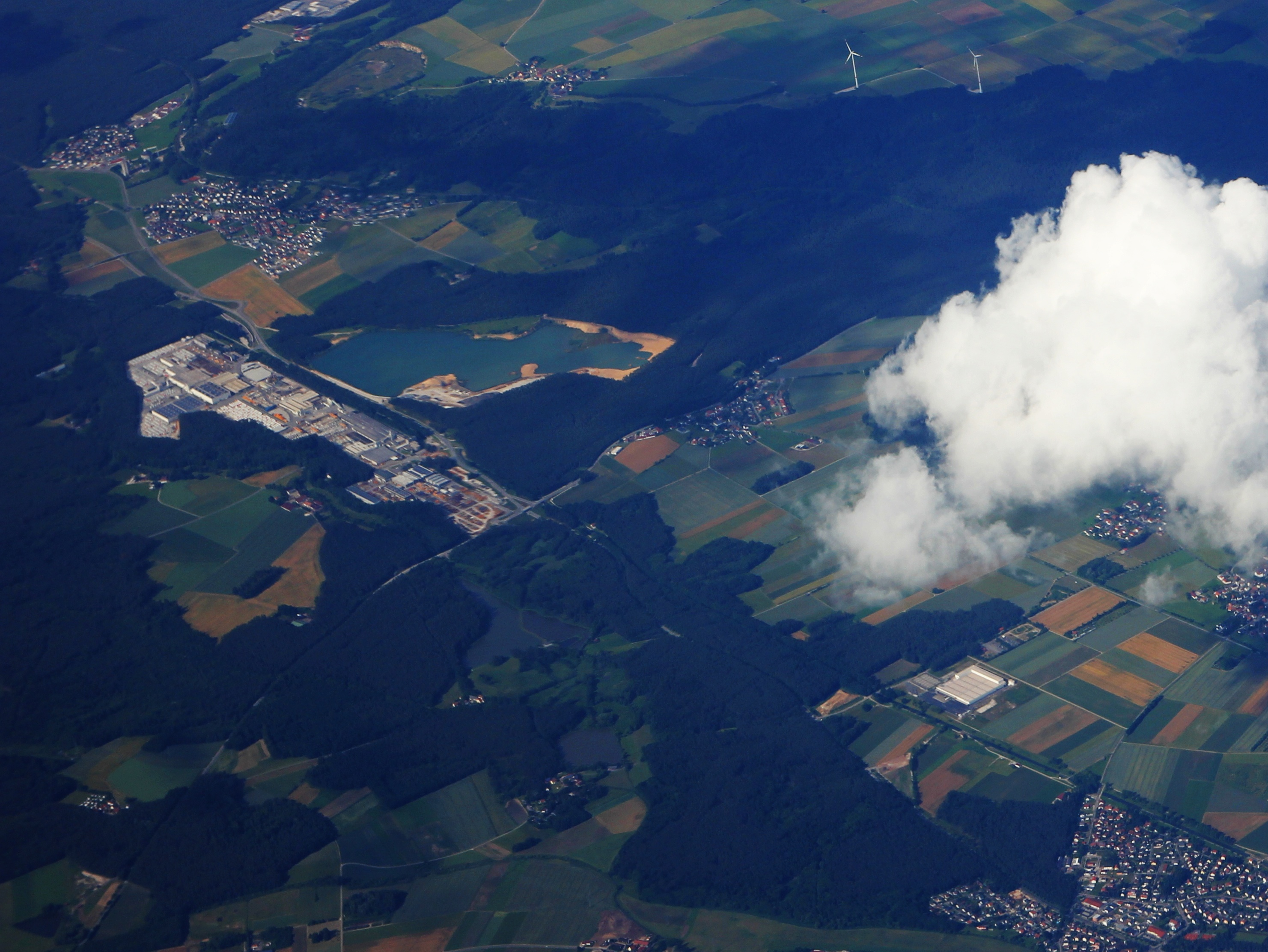
Luftbild des Werksgeländes sowie des zugehörigen Sandabbaugeländes mit Baggersee bei Sengenthal (2016)

Die Firmengruppe Max Bögl ist ein international tätiges Bauunternehmen mit Sitz in Sengenthal bei Neumarkt in der Oberpfalz.

## Geschichte
Max Bögl senior gründete 1929 einen Maurerbetrieb. Im Jahre 1955 trat Max Bögl junior in die Firma ein und erweiterte diese um Straßen- und Kanalbau. Der Betrieb wurde 1973 an die Söhne Hans und Max Bögl übergeben. Ein Jahr später erhielt Max Bögl sen. den Bayerischen Verdienstorden, ebenfalls 1974 wurde die Max Bögl Bauunternehmung GmbH & Co. KG gegründet sowie die erste Zweigniederlassung in Erlangen eröffnet.
Nach zuvor bereits getätigten Firmenzukäufen erfolgten 1990 die ersten Übernahmen ostdeutscher Betriebe. Die erste Auslandsniederlassung wurde 1994 in Tschechien gegründet. Aus dem bisherigen Gesamtunternehmen wurden 1997 einzelne Bereiche herausgenommen und als eigenständige Unternehmen im Verbund geführt.
Für die Errichtung der größten freitragenden Halle der Welt, der Luftschiffhalle der Cargolifter AG in Brand bei Berlin, wurde der Firmengruppe der europäische Stahlbaupreis 2000 verliehen. 2002 erhielt die Firmengruppe den größten Einzelauftrag in der Firmengeschichte zum Bau von drei U-Bahnhöfen in Amsterdam. Die erste kommerziell betriebene Transrapidstrecke der Welt in Shanghai, mit Fahrwegträgern von Max Bögl, wurde 2003 eingeweiht. 2005 wurde die Staumauer der Talsperre Leibis-Lichte in Thüringen errichtet. Auf der 2006 fertiggestellten Schnellfahrstrecke Nürnberg–Ingolstadt wurde zum ersten Mal das System „Feste Fahrbahn Bögl“ (Gleistragplatte) verwendet. Einen Großauftrag zum Umbau des ehemaligen Space-Park zum Einkaufs- und Erlebniszentrum „Waterfront“ in Bremen erhielt die Firmengruppe 2007 von der irischen LNC Property Group. 2007 wurden das Unternehmen und mehrere leitende Mitarbeiter, darunter Hans Bögl (sen.), zu einer Strafzahlung in Millionenhöhe wegen Bestechung eines IKEA-Mitarbeiters verurteilt. Im Jahr 2008 wurde das Informationszentrum der Deutschen Bahn AG in einer Sektion des Transrapid 07 vom Münchener Flughafen für den symbolischen Preis von einem Euro vom Bögl erworben und an den Bögl-Hauptsitz bei Neumarkt in der Oberpfalz gebracht.
Am 8. August 2008 brach eine von der tschechischen Tochter BÖGL a KRÝSL k.s. renovierte Brücke in Studénka in sich zusammen. Sie stürzte auf die Eurocity-Bahnstrecke von Krakau nach Prag. Der EuroCity 102 Comenius raste in die Trümmer. Dabei starben acht Menschen und 97 wurden verletzt. Das Eisenbahnunglück von Studénka war das schwerste in der tschechischen Geschichte. Der Rechtsstreit um die Verantwortlichkeit für den Brückeneinsturz endete 2017 mit dem Freispruch aller Angeklagten aus Mangel an Beweisen.
Die Federführung bei der Akquisitionsarbeit für den Transrapid wurde 2010 übernommen, im selben Jahr bekam das Unternehmen die Zuschläge für den Fortbau des Stadion Miejski in Wrocław, die Erweiterung der Landebahn des Flughafens Sibiu, den Neubau der Arena Națională in Bukarest sowie den Bau der Umfahrungsschnellstraße um Sibiu. Das leistungsstärkste Windkraftwerk Bayerns wurde 2011 auf dem Winnberg im Landkreis Neumarkt in der Oberpfalz (Gesamthöhe 180 m, Anschlussleistung 3,4 Megawatt) in Betrieb genommen. Die Anlage produziert mehr als ein Drittel des Stromverbrauchs der gesamten Gemeinde Sengenthal. 2011 war der Baubeginn der mit 115 Metern höchsten Autobahnbrücke in Nordrhein-Westfalen im Sauerland am Ende der A46. Das Shopping-Center „Nordlicht“ in Kiel wurde 2012 gebaut. Einen Auftrag über 80 Millionen Euro zur Lieferung der Tübbinge für den neuen Fildertunnel in Stuttgart erhielt das Unternehmen 2013.
Im Januar 2014 wurde das Richtfest der 277 Meter langen und 30 Meter hohen Produktionshalle neben dem Schwerlasthafen Rendsburg begangen, in der ab Juli 2014 die Produktion von Türmen für Windkraftanlagen begonnen wurde. Im März 2014 wurde mit dem Spatenstich der Grundstein für das neue Stadtquartier in „Neuer Markt“ gelegt.
Ab September 2014 wurde die Marke „Max Bögl“ zum Firmennamen, die Tätigkeitsbezeichnung „Bauunternehmung“ fiel weg. Mit dem Stiftungsgedanken möchten die Gesellschafter Johann Bögl und Max Bögl ihr langfristiges unternehmerisches Engagement unterstreichen.
Max Bögl war mit dem Neubau einer Autobahnbrücke der A7 betraut. Am 15. Juni 2016 stürzte eine Stahlstützkonstruktion am Neubau der Talbrücke Schraudenbach (A7) ein. Ein 38-jähriger Bauarbeiter kam ums Leben, 14 Arbeiter wurden teilweise schwer verletzt. Die Bauarbeiter waren alle bei einem Subunternehmer angestellt, teilte Max Bögl mit. Die Staatsanwaltschaft ermittelt zur Ursache.
Mitte November 2016 erfolgte der Tunneldurchschlag am Albabstiegtunnel im Zuge der ICE Neubaustrecke Ulm.
Im Dezember 2016 begannen die Bauarbeiten zum neuen Siemens Campus Erlangen. Bis 2020 werden die acht Bürogebäude, drei Parkhäuser und eine Kantine für rund 7.000 Mitarbeiter bezugsfertig sein.
Im Frühjahr 2017 eröffnete die Max Bögl Verkehrstechnik GmbH ihre neue Betriebsstätte in Tauernfeld bei Neumarkt. Im März 2017 wurde Johann Bögl Aufsichtsratsvorsitzender, Stefan Bögl wurde Vorstandsvorsitzender, sein Stellvertreter ist Michael Bögl.
Ab Oktober 2017 hielt die Max Bögl Wind AG zusammen mit dem Anlagenlieferant GE Wind Energy zeitweise den Rekord für die höchste Windkraftanlage der Welt. Max Bögl lieferte beim Pilotprojekt Naturstromspeicher Gaildorf die Türme für vier Windkraftanlagen des Typs GE 3.4-137. Aufgrund von zusätzlichen Wasserbecken im Unterteil der Türme wurden diese deutlich höher als bisherige Anlagen. Einige der vier Windräder am Standort in Baden-Württemberg weisen eine Nabenhöhe von 178 m und damit eine Gesamthöhe von 246,5 m auf.

### Bauwerke
- Sinntalbrücke bei Bad Brückenau
- Bürgerwindpark in Berching
- Berliner Hauptbahnhof

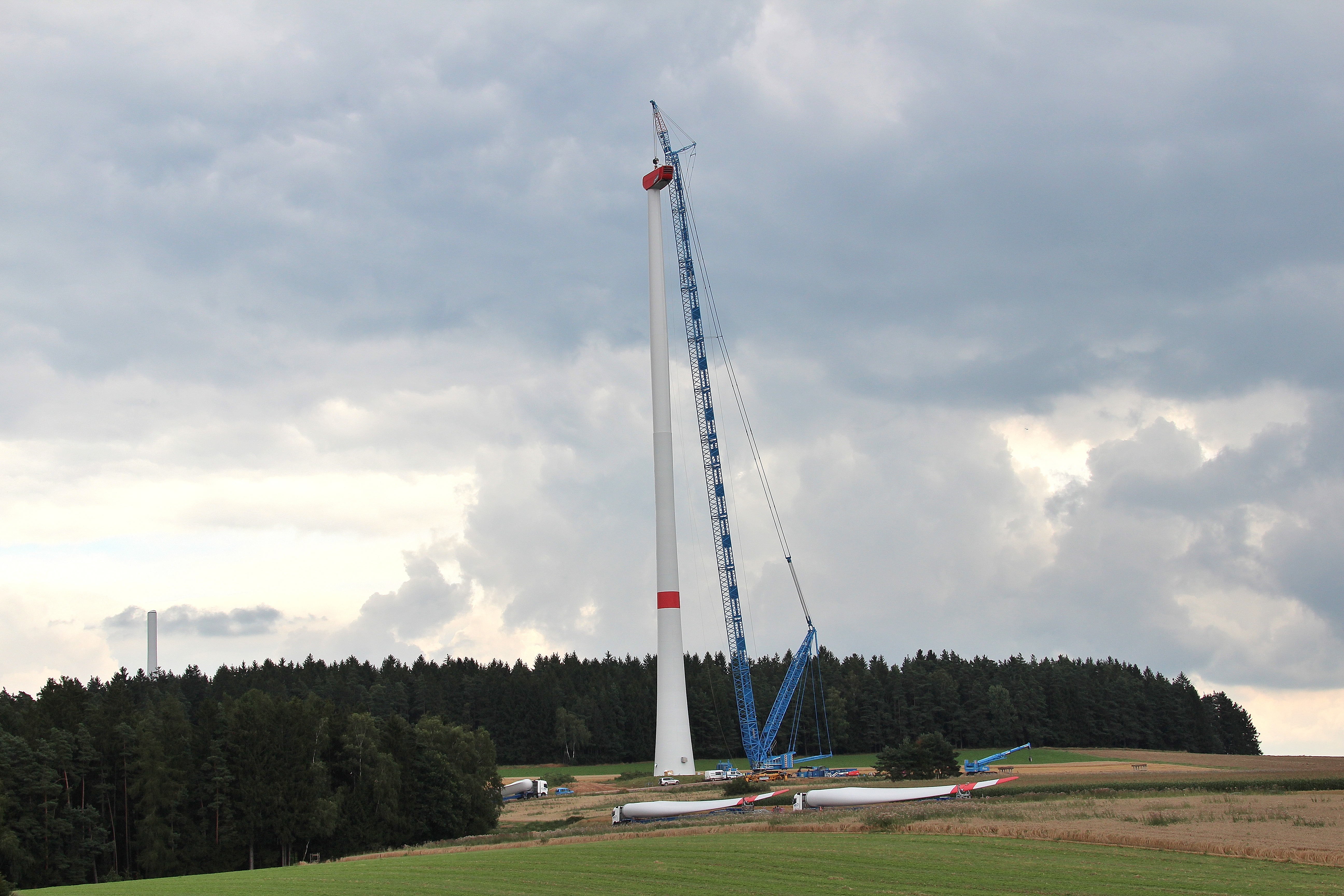
Hybridturm einer Nordex-Windkraftanlage mit 140 m Nabenhöhe der Max Bögl Wind AG

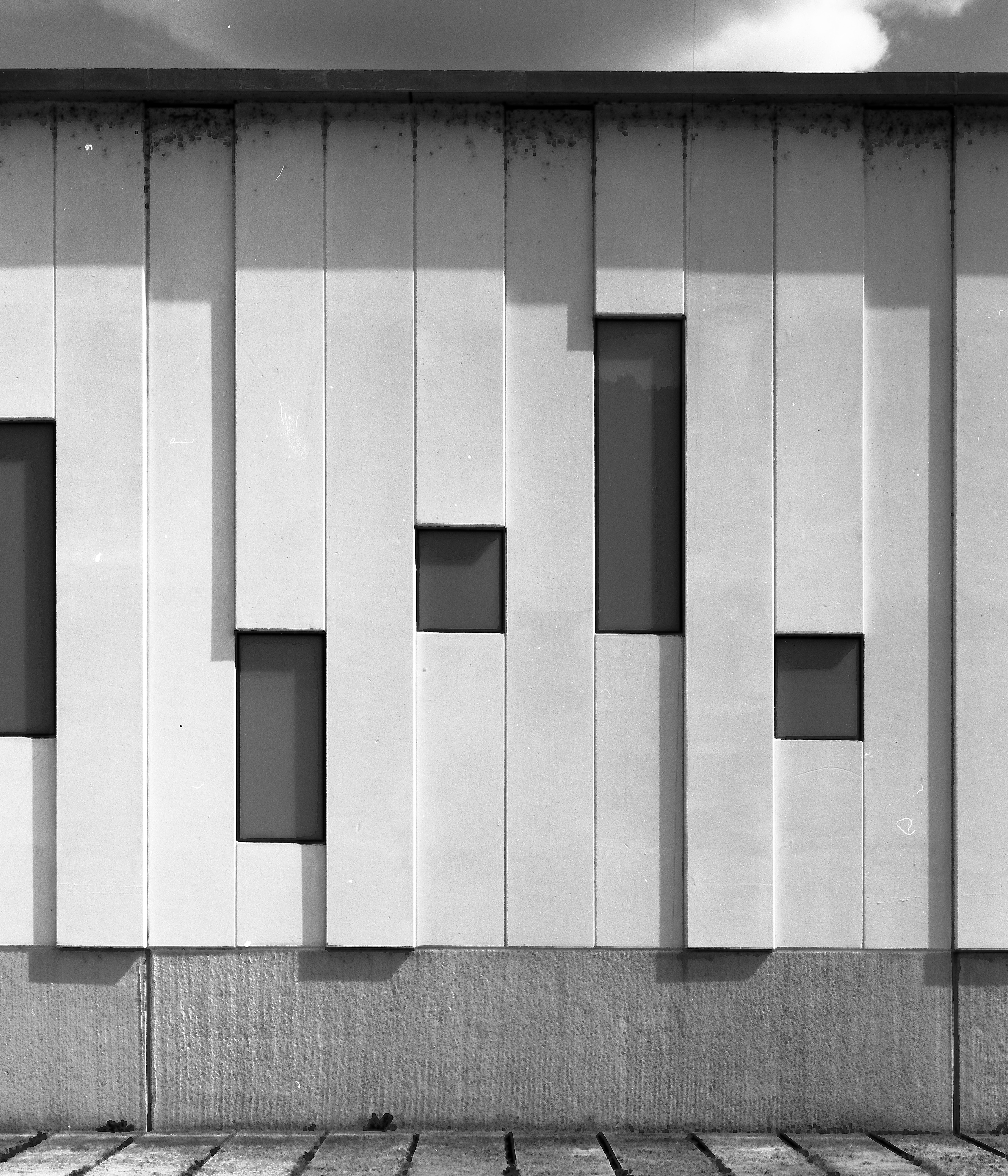
Lagerhalle Kemeter von Hild & Kaltwasser

- Daimler Hochhäuser am Potsdamer Platz in Berlin
- Einkaufszentrum Boulevard Berlin in Berlin
- Feste Fahrbahn im Hauptbahnhof Bologna, Italien
- Lagerhalle Kemeter in Eichstätt
- Deutsche Bank Park in Frankfurt am Main
- Mainbrücke Ost in Frankfurt am Main
- Messehalle 12 in Frankfurt am Main
- Skyline Plaza in Frankfurt am Main
- KfW-Westarkaden in Frankfurt am Main
- Pilotprojekt Naturstromspeicher, Gaildorf[22]
- Konzernzentrale von HDI-Gerling in Hannover
- BAB 9 Langenbruck-Allershausen
- Feste Fahrbahn der Hochgeschwindigkeitsstrecke Ilmenau-Erfurt
- Feste Fahrbahn des Katzenbergtunnel auf der Neubaustrecke Karlsruhe-Basel
- Konzernzentrale der RheinEnergie in Köln
- Rheinenergiestadion in Köln
- Shopping Center Höfe am Brühl in Leipzig
- Anwohnertiefgarage Josephsplatz, München
- Stahldachkonstruktion der Allianz Arena in München
- Ratiopharm Arena in Neu-Ulm
- Stadtquartier NeuerMarkt, Neumarkt
- Willibald-Gluck-Gymnasium, Neumarkt
- Stadsbrug Nijmegen (De Oversteek)[23] in Nijmegen, Niederlande
- Strelasundquerung von Stralsund auf die Insel Rügen
- Halle 3C der Messe Nürnberg in Nürnberg
- Noord/Zuidlijn[24], Metro Amsterdam
- Scheibengipfeltunnel in Reutlingen
- Skyline, Stuttgart
- Stadtbibliothek in Stuttgart
- DC Tower 1 in Wien, Österreich
- Multifunktionshalle am Platz der Deutschen Einheit in Wiesbaden
- IJselbrücke bei Zwolle, Niederlande
- Dreiländerbrücke über den Rhein
- Tesla Gigafactory 4, Grünheide bei Berlin (Beteiligung)[25]
- Versuchsstrecke Transport System Bögl, Sengenthal[26]
- Stadion Miejski, Breslau
- Arena Națională, Bukarest
- Sundsvallsbron, Sundsvall
- Neue Schiersteiner Brücke, Wiesbaden/Mainz

### Unfälle und Einstürze
- Zum Eisenbahnunfall von Studénka kam es am 8. August 2008, nachdem bei einer Brückenrenovierung ein Teil einer Brücke auf die darunterliegende Bahnstrecke gestürzt war. Wenige Minuten später fuhr der Eurocity Comenius von Krakau nach Prag in die Trümmer, 8 Menschen starben und 95 wurden teils schwer verletzt. Die Brücke wurde von Bögl&Krysl gebaut.

- Autobahnbrücke bei Kurimany, Slowakei. Am 2. November 2012 kam es zum Brückeneinsturz von Kurimany. Dabei starben vier Arbeiter, drei wurden schwer und elf leicht verletzt. Die Brücke wurde u. a. von Bögl&Krysl gebaut.
- Die Talbrücke Schraudenbach in Unterfranken stürzte zu Teilen am 15. Juni 2016 ein. Ein 38-jähriger Bauarbeiter kam ums Leben und 14 Arbeiter wurden teilweise schwer verletzt.

## Betriebsstruktur
Der Aufsichtsrat besteht aus Johann Bögl, Max Bögl und Peter Hanf. Die Unternehmensbereiche sind Hochbau, Tiefbau, Ingenieurbau, Fertigteilwerke, Stahl- und Anlagenbau, Tunnelbau, Microtunneling, Bodenvereisung, Gleitschalungsbau, Roh- und Baustoffe, Versicherungs- und Finanzdienstleistungen, Projektentwicklung, Wind AG.
Im Bereich der Erneuerbaren Energien engagiert sich Bögl bei der Entwicklung und Errichtung von Türmen für Windkraftanlagen.
Die Firmengruppe verfügt über sieben Fertigteilwerke in Neumarkt, Bachhausen bei Berching, Gera, Linthe, Hamminkeln, Liebenau und Osterrönfeld sowie über 30 weitere Standorte in Deutschland und dem europäischen Ausland, denen wiederum weitere Produktionsstätten angegliedert sind.

### Mitarbeiter
Max Bögl beschäftigt weltweit 6500 Mitarbeiter (Stand: 2017) und ist damit einer der größten Arbeitgeber der Region Neumarkt mit Standorten in Sengenthal, Neumarkt und Mühlhausen bei Neumarkt. An seinen Stammniederlassungen in der Region Neumarkt bildet die Firma in 25 Ausbildungsberufen und drei Dualen Studiengängen aus.
Die Firma ist Mitglied im Hauptverband der Deutschen Bauindustrie. In Neumarkt gibt es einen Betriebsrat.

### Firmengruppe Max Bögl in Deutschland
- Max Bögl Stiftung & Co. KG
- Max Bögl Bauservice GmbH & Co. KG
- Max Bögl Fertigteilwerke GmbH & Co. KG
- Max Bögl Stahl- und Anlagenbau GmbH & Co. KG
- Max Bögl Transport und Geräte GmbH & Co. KG
- Max Bögl Wind AG
- Max Bögl Verkehrstechnik GmbH
- Max Bögl Versicherungsdienstleistung GmbH & Co. KG
- BK Infrastruktur GmbH
- Bögl Reitz GmbH
- Max Bögl Windpower Winnberg GmbH & Co. KG
- Max Bögl Modul AG
- max-wyn GmbH
- maxtrans GmbH
- SMB Construction International GmbH (Gemeinschaftsunternehmen von STRABAG und Max Bögl)[30]

### Firmengruppe Max Bögl International
- Max Bögl International SE
- Max Bögl Asia Pacific Limited, Hong Kong
- Max Bögl Construction Limited, Hong Kong
- Max Bögl Stiftung & Co. KG, Filial Tyskland, Dänemark
- Goller Boegl GmbH, Italien
- Max Bögl Nederland B.V., Niederlande
- Max Bögl Austria GmbH, Österreich
- Max Bögl Polska Sp. z.o.o., Polen
- Max Bogl Qatar WLL, Qatar
- Max Boegl Romania S.R.L., Rumänien
- Max Bögl Schweiz AG, Schweiz
- BÖGL a KRÝSL k.s., Tschechien, Polen, Slowakei